# Paradise Hotel (Danmark, sæson 13)
Den 13. sæson af reality tv-serien Paradise Hotel Danmark sendes fra den 21. februar 2017. Paradise Hotel blev vist på TV3 hver dag fra tirsdag til torsdag.
- Vært: Rikke Gøransson
- Vindere: Anders (250.000 kr.) og Simone (250.000 kr.)
- Finalister: Malene (0 kr.) og Thomas (0 kr.)
- Jury: Jasmin, Jonas, Maja, Kenneth, Philip, Nanna og Lenny
- Sæsonpræmiere: 21. februar 2017[1]
- Mr. Paradise: Philip
- Miss Paradise: Jasmin[2]
- Den bedste rapper: Malene (gavekort på 8.000 kr til PellePelle)
- Kendt gæst: Mattias Hundebøll, Hemlig Elsker
- Titelmelodi: Hemlig Elsker - Cocktailkort[3][4]
- Antal afsnit: 42
- Antal deltagere: 20

## Deltagere
| Navn                             | Alder | Tjekket ind | Tjekket ud    | Fra            | Grund til udtjekning |
| -------------------------------- | ----- | ----------- | ------------- | -------------- | --- |
| Anders Vittrup Schultz           | 20    | Ep 1        | VINDER        | Aarhus         | |
| Simone Hvenegaard Littau Nielsen | 20    | Ep 1, 28    | Ep 17, VINDER | Slagelse       | Parceremoni, stemt ud af Philip May Mikkelsen til fordel for Maja Bruun Bebe Larsen                                                                                                |
| Malene Spanggaard                | 19    | Ep 17       | Finalen       | Ballerup       | |
| Thomas Ludvigsen                 | 22    | Ep 17       | Finalen       | Gentofte       | |
| Jasmin Melina Rendbæk, (Jury)    | 21    | Ep 13       | Ep 41         | Silkeborg      | Nøgleceremoni, røg ud da hun ikke klarede sin opgave |
| Jonas Daniel Westh Ptak, (Jury)  | 26    | Ep 1, 23    | Ep 7, 41      | Brøndby Strand | Ep 7: Stemt ud af Caroline Petersen, Philip May Mikkelsen og Lenny Pihl Christensen Ep 41: Nøgleceremoni, røg ud da han ikke klarede sin opgave                                    |
| Maja Bruun Bebe Larsen, (Jury)   | 19    | Ep 1, 34    | Ep 28, 40     | Varde          | Ep 28: Parceremoni, stemt ud af Anders Vittrup Schultz til fordel for Nadja Jørgensen Ep 40: Parceremoni, stemt ud af Jonas Daniel Westh Ptak til fordel for Jasmin Melina Rendbæk |
| Kenneth Wigh, (Jury)             | 27    | Ep 29       | Ep 40         | Glostrup       | Stemt ud af Philip May Mikkelsen efter han selv røg ud |
| Philip May Mikkelsen, (Jury)     | 28    | Ep 6        | Ep 40         | Farum          | Parceremoni, stemt ud af Jasmin Melina Rendbæk til fordel for Jonas Daniel Westh Ptak                                                                                              |
| Nanna Skovlund Knudsen, (Jury)   | 21    | Ep 1        | Ep 39         | Vrå            | Stemt ud ved afstemning blandt de øvrige deltagere |
| Nadja Jørgensen                  | 22    | Ep 24       | Ep 36         | Aarhus         | Parceremoni, stemt ud af Philip May Mikkelsen til fordel for Jasmin Melina Rendbæk                                                                                                 |
| Lenny Pihl Christensen, (Jury)   | 30    | Ep 1        | Ep 32         | Rødovre        | Speciel parceremoni, stillede sig bag Nanna Skovlund Knudsen, som bar den farlige maske                                                                                            |
| Christian Stampe                 | 21    | Ep 1        | Ep 24         | Kongerslev     | Parceremoni, stemt ud af Nadja Jørgensen til fordel for Anders Vittrup Schultz |
| Caroline Petersen                | 19    | Ep 2        | Ep 23         | Frederikssund  | Stemt ud ved afstemning blandt de øvrige deltagere |
| Tanja Louise Printz              | 19    | Ep 1        | Ep 20         | Samsø          | Parceremoni, stemt ud af Christian Stampe til fordel for Jasmin Melina Rendbæk |
| Boris Laursen                    | 21    | Ep 1        | Ep 19         | Jægerspris     | Stemt ud ved afstemning blandt de øvrige deltagere |
| Mads Bryrup                      | 22    | Ep 9        | Ep 12         | Herlev         | Parceremoni, stemt ud af Tanja Louise Printz til fordel for Philip May Mikkelsen                                                                                                   |
| Mark Reinholdt Olsen             | 20    | Ep 5        | Ep 8          | Stensved       | Parceremoni, stemt ud af Maja Bruun Bebe Larsen til fordel for Boris Laursen |
| Mette Jensen                     | 20    | Ep 5        | Ep 5          | Esbjerg        | Stemt ud ved afstemning blandt de øvrige deltagere |
| Shanne Giovanna Vega Urquijo     | 18    | Ep 1        | Ep 4          | Amager         | Parceremoni, stemt ud af Christian Stampe til fordel for Simone Hvenegaard Littau Nielsen                                                                                          |

1. ↑  Da både Philip May Mikkelsen og Kenneth Wigh havde forladt hotellet, overraskede Rikke Göransson deltagerne med endnu en parceremoni den samme aften, og den resulterede i, at Maja Bruun Bebe Larsen røg ud endnu en gang.
2. ↑  Efter at Philip May Mikkelsen blev valgt fra til fordel for Jonas Daniel Westh Ptak til parceremonien, blev han bedt om en sidste opgave. Han skulle udpege den mindst værdige dreng, og den dreng skulle forlade hotellet med ham. Han valgte Kenneth Wigh.
3. ↑  Philip May Mikkelsen var blevet valgt til joker. Han skulle inden parceremonien tildele alle pigerne en maske, og en af maskerne var farlig. Den eller de drenge, der stillede sig bag pigen med den farlige maske, var i fare for at ryge ud. Til parceremonien afslørede Philip May Mikkelsen efter alle drengene havde stillet sig bag en pige, hvem han havde valgt til at bære den farlige maske. Det var Nanna Skovlund Knudsen, og da det kun var Lenny Pihl Christensen, som stillede sig bag Nanna Skovlund Knudsen, var det ham der røg hjem.

## Juryens stemmer på de to finalepar
| Jurymedlem nr. | Anders og Simone        | Malene og Thomas       |
| -------------- | ----------------------- | ---------------------- |
| 1              | Phillip May Mikkelsen   |                        |
| 2              |                         | Jasmin Melina Rendbæk  |
| 3              |                         | Maja Bruun Bebe Larsen |
| 4              | Nanna Skovlund Knudsen  |                        |
| 5              | Lenny Pihl Christensen  |                        |
| 6              | Jonas Daniel Westh Ptak |                        |
| 7              | Kenneth Wigh            |                        |
| Stemmer i alt  | 5                       | 2                      |